# جاسينو تورينيزي
جاسينو توريميزي هي بلدة في مدينة تورينو الحضرية في المنطقة الإيطالية بيدمونت ، وتقع على بعد حوالي 12 كيلومتر (7 ميل) شمال شرق تورينو.
تقع منطقة جاسينو تورينيزي على حدود البلديات التالية : سيتيمو تورينيزي ، سان رافاييل سيمينا ، ريفالبا ، كاستيجليون تورينزي ، سيولزي ، بافارولو ، مونتالدو تورينيزي .

## روابط خارجية
- الموقع الرسمي